# Piper fundacionense
Piper fundacionense är en pepparväxtart som beskrevs av J.A. Steyermark. Piper fundacionense ingår i släktet Piper och familjen pepparväxter. Inga underarter finns listade i Catalogue of Life.